# Madhuca fusca
Madhuca fusca là một loài thực vật có hoa trong họ Hồng xiêm. Loài này được (Engl.) Forman mô tả khoa học đầu tiên năm 1996.